# Неймовірний Берт Вандерстоун
«Неймовірний Берт Вандерстоун» (англ. The Incredible Burt Wonderstone) — комедія режисера Дона Скардіно за сценарієм Джона Френсіса Дейлі і Джонатана Голдштейна, на основі розповіді Чеда Калтджена. Прем'єра в США відбулась 8 березня 2013 року (на кінофестивалі «South by Southwest»), в прокат США фільм вийшов 15 березня 2013 року..

## Сюжет
Після розриву зі своїм давнім сценічним партнером Ентоном Марвелтоном відомий, але замучений лас-вегаський фокусник Берт Вандерстоун бореться за популярність з новим вуличним чарівником Стівом Греєм, який також став виступати на сцені.

## У ролях
- Стів Керелл — Берт Вандерстоун[5]
  - Мейсон Кук — юний Берт Вандерстоун[6]
- Джим Керрі — Стів Грей[7]
- Стів Бушемі — Ентон Марвелтон[8]
- Джеймс Гандольфіні — Даг Манні[9]
- Олівія Вайлд — Джейн
- Алан Аркін — Ренс Голловей
- Бред Гарретт — Дом[10]
- Джей Мор — Рік Неймовірний[11]
- Ґілліан Джейкобс — Міранда
- Девід Коперфільд — грає самого себе
- Міхаель Хербіг — Люціус Бельведер[12]

## Цікаві факти
- На роль Джейн переглядались Мішель Монаган, Джуді Грір, Сара Сільверман та Джессіка Біл.[13]
- На роль Стіва Грея переглядались ще Саша Барон Коен та Меттью Бродерік.
- Стів Керрел і Джим Керрі разом знімались у фільмі «Брюс Всемогутній», але у Стіва Керрела була роль другого плану, в цьому фільмі все навпаки.
- Режисер Дон Скардіно наполягав на тому, щоби найнеймовірніші фокуси у фільмі були зняті наживо. І хоча сам Девід Копперфільд працював консультантом під час зйомок цих сцен, деякі з них все ж були зроблені за допомогою комп'ютерної графіки.
- Девід Копперфільд поділився деякою інформацією про фокуси спеціально для фільму. Ця інформація була настільки конфіденційною, що він навіть підписав спеціальну угоду про те, що вона не буде розголошуватись.
- Стів Грей — це очевидна пародія на відомого ілюзіоніста Крісса Енджела, котрий також працював консультантом в цьому проєкті.